# Soyu Stadium
O Soyu Stadium é um estádio localizado em Akita, no Japão, possui capacidade total para 20.125 pessoas, é a casa do time de futebol Blaublitz Akita, foi inaugurado em 1941.
O maior e mais antigo estádio de Akita foi renomeado em abril de 2019, quando a Soyu Corporation comprou os direitos de nome.